# Auroville
A dél-indiai Puduccseri melletti Auroville a világ egyik legismertebb spirituális központja. A település egyben olyan jövőváros, ahol több mint ötven éve azon dolgoznak, hogy megalkossák az élet, a létezés új modelljét. A planetáris tudat regionális központjában az egyetemes emberiséghez szóló üzenetként, példamutatásként fogják fel, amit megteremtenek, ezért is nevezik az új települést így: Auroville Universal City. Mira Alfassa – akit később inkább Anyaként ismertek – alapította a várost 1968-ban. A városalapítási kísérlet célja az emberi egység és a megértés, az új tudatosság és a fenntartható fejlődés elősegítése.

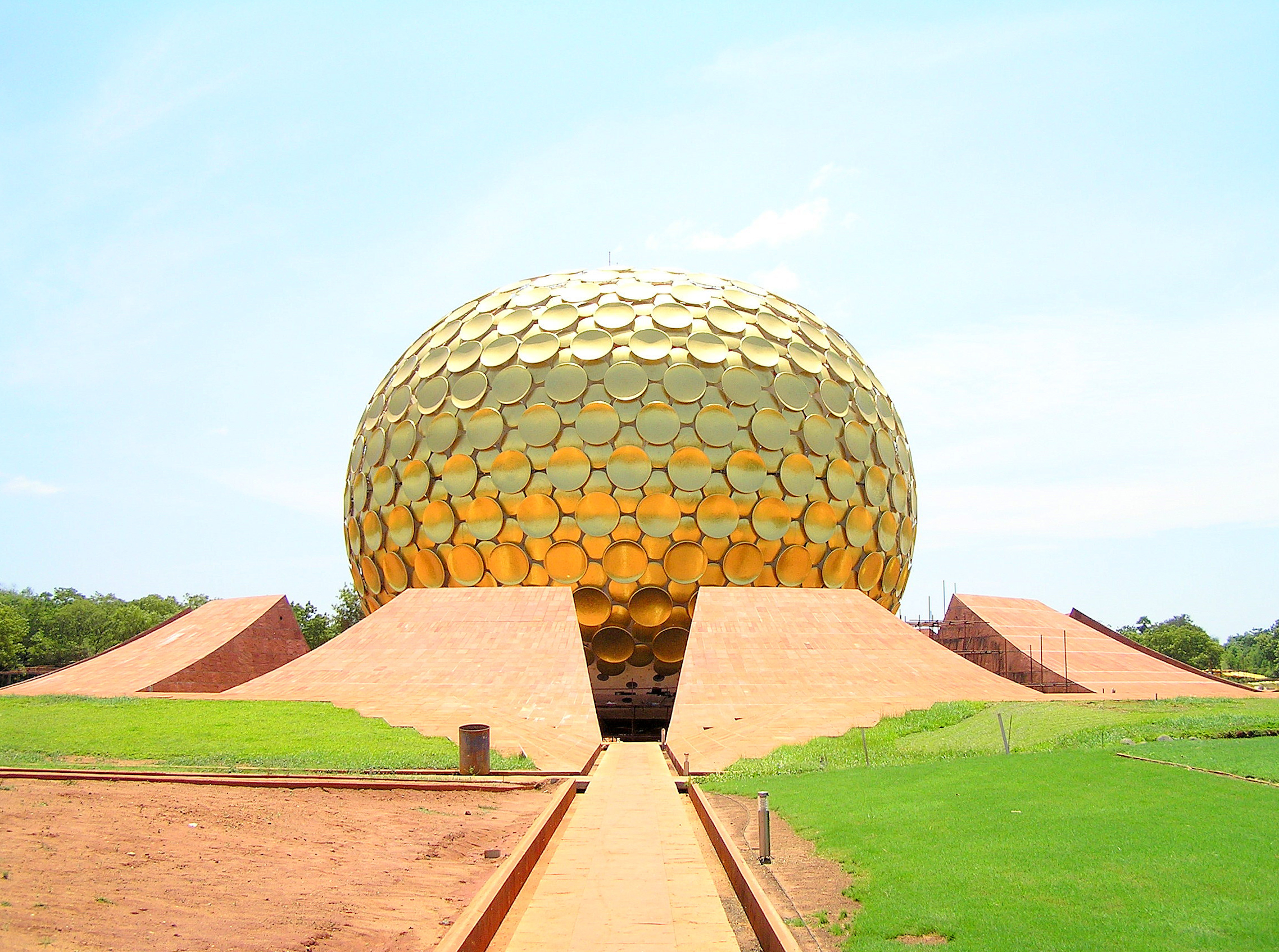
Matrimandir

A következő célokat tűzték ki maguk elé a város létrehozói:
- A helybéli lakosság együttfejlődése a várossal
- A fiatalok tanítása, oly módon, hogy a mélyebb valójuk előtérben maradhasson
- Hatalmi struktúrák nélküli társadalmi élet szervezése
- A szépség megjelenítése az élet minden területén
- Az elérhető természeti források tudatos, bölcs és igazságos felhasználása
- Gyógyítás és a gyógyító energiák felkeltése
- Az anyaföldhöz való igaz alkalmazkodás, viszonyulás
- Az újonnan felfedezett valóságok művészi kifejezése.

Auroville lakosainak száma a tervek szerint mintegy 50 000 lesz, jelenleg 2500-an lakják, akik több mint harminc országból érkeztek. A város, amelynek energiaszükségletét megújuló energiaforrásokból igyekeznek előteremteni, négy zónára osztott: kulturális-, ipari-, nemzetközi- és lakónegyedre. Ezek mintegy megjelenítik az ember négy alapvető tevékenységét a társadalomban a kultúrától és oktatástól a munkáig és közigazgatásig. A nemzetközi zóna az a hely, ahová a különböző országok, nemzetek felépíthetnek egy pavilont, hogy bemutassák saját kultúrájukat.
A város chartájában ez áll:
1. Auroville nem függ senkitől és semmitől, csak az emberiségtől magától. De aki Auroville-ben él, annak önként az Isteni Tudatot kell szolgálnia.
2. Auroville a véget nem érő tanulás és tanítás, a folyamatos fejlődés és a kortalan fiatalság városa lesz.
3. Auroville a múlt és a jövő közötti híd kíván lenni, készen arra, hogy megjelenítse a jövőt.
4. Auroville az Emberi Egység megtestesülésének színhelye lesz az anyagi és szellemi kutatások által.

## Videók
- Next Revolution. YouTube